# Chloroclystis pallidiplaga
Chloroclystis pallidiplaga là một loài bướm đêm thuộc họ Geometridae. Nó được tìm thấy ở Úc.

## Hình ảnh

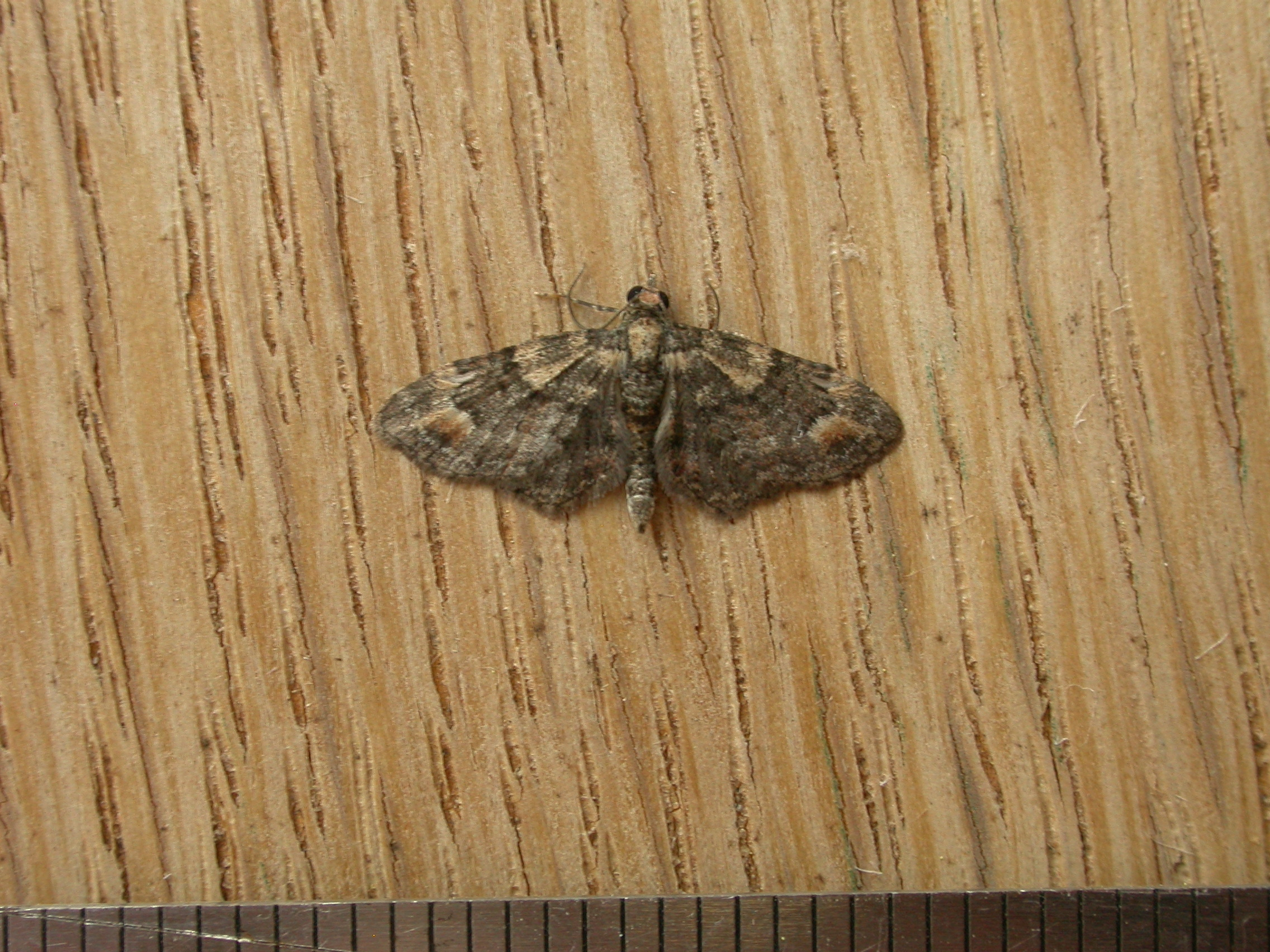
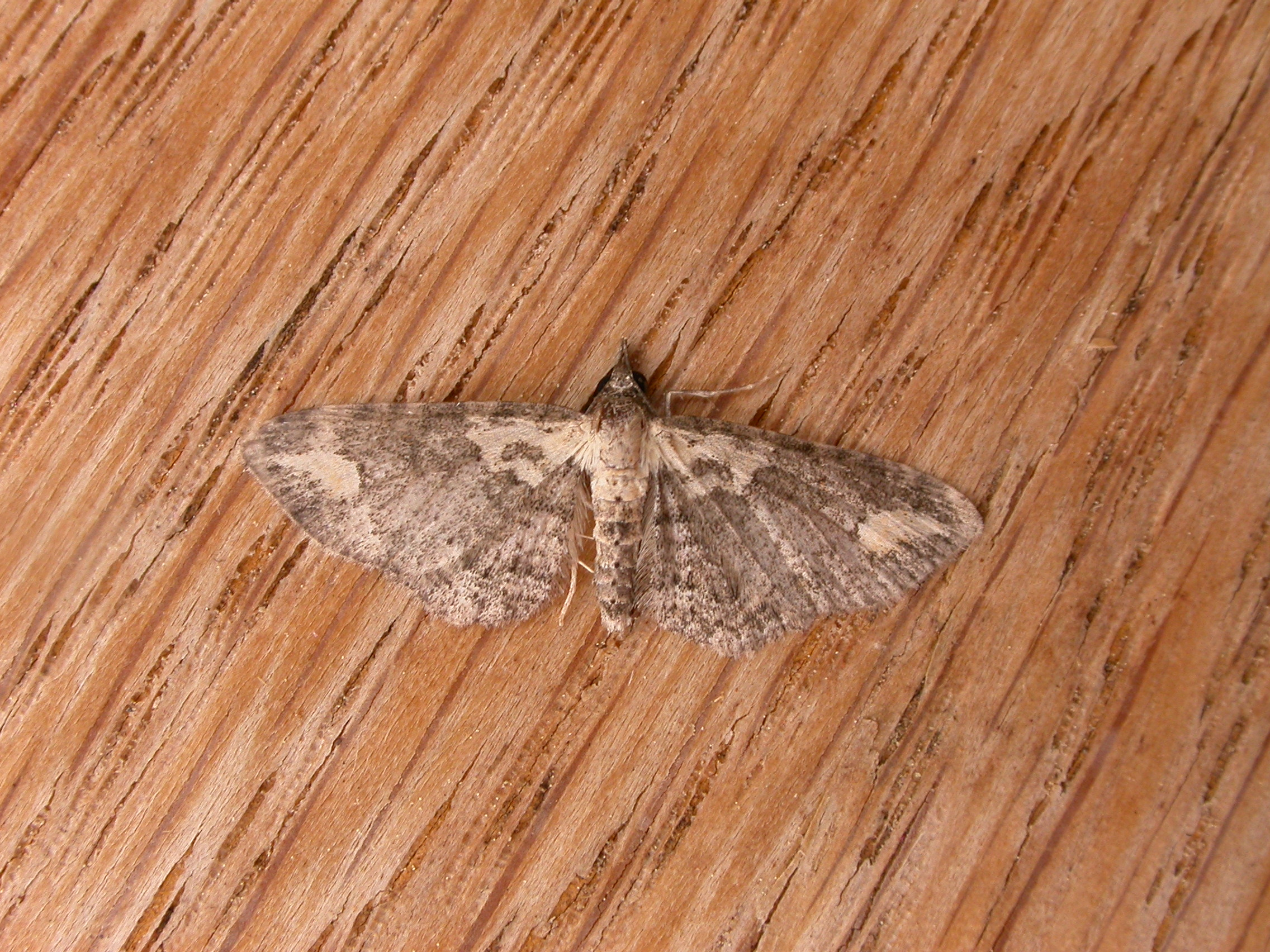
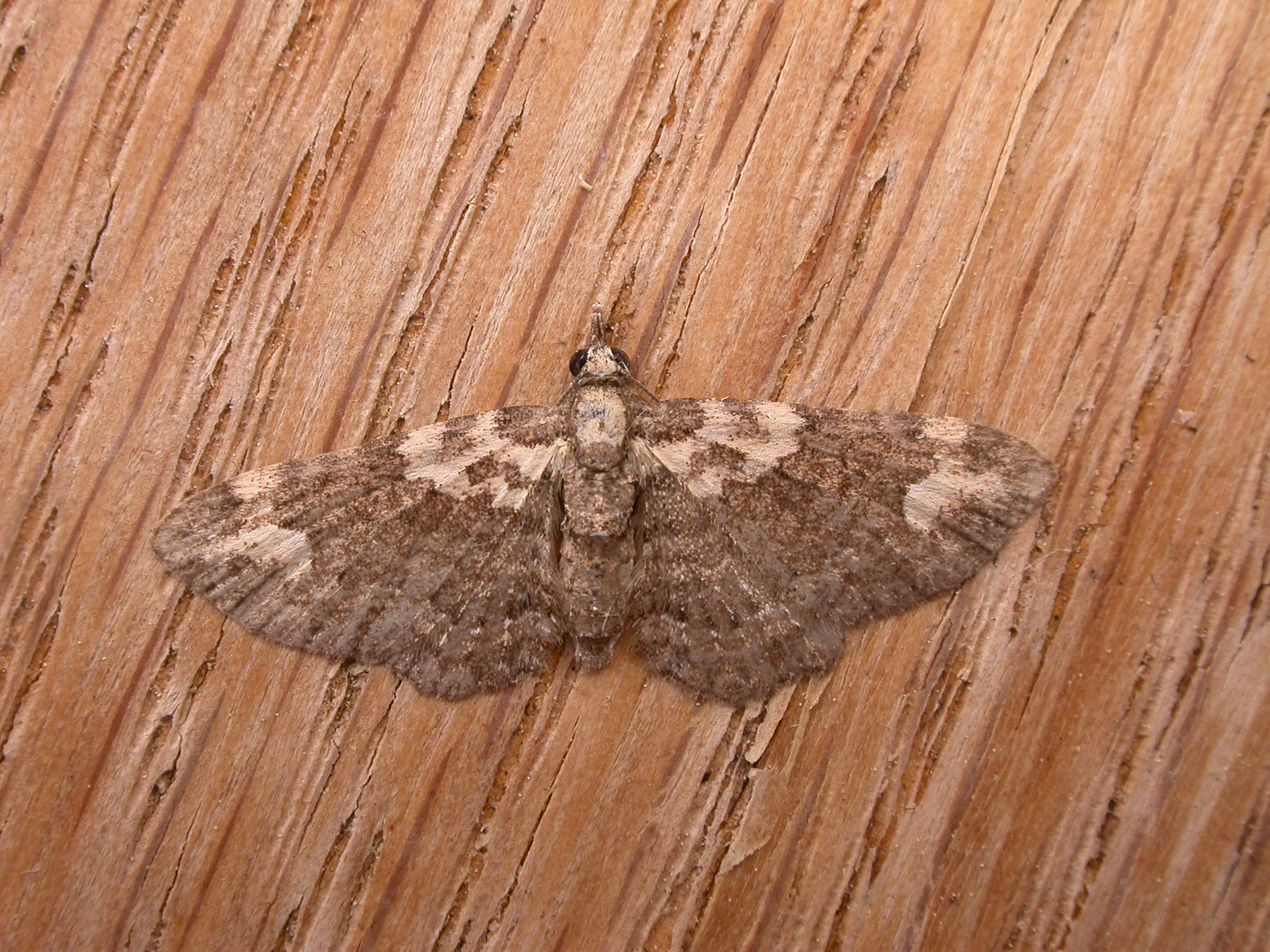
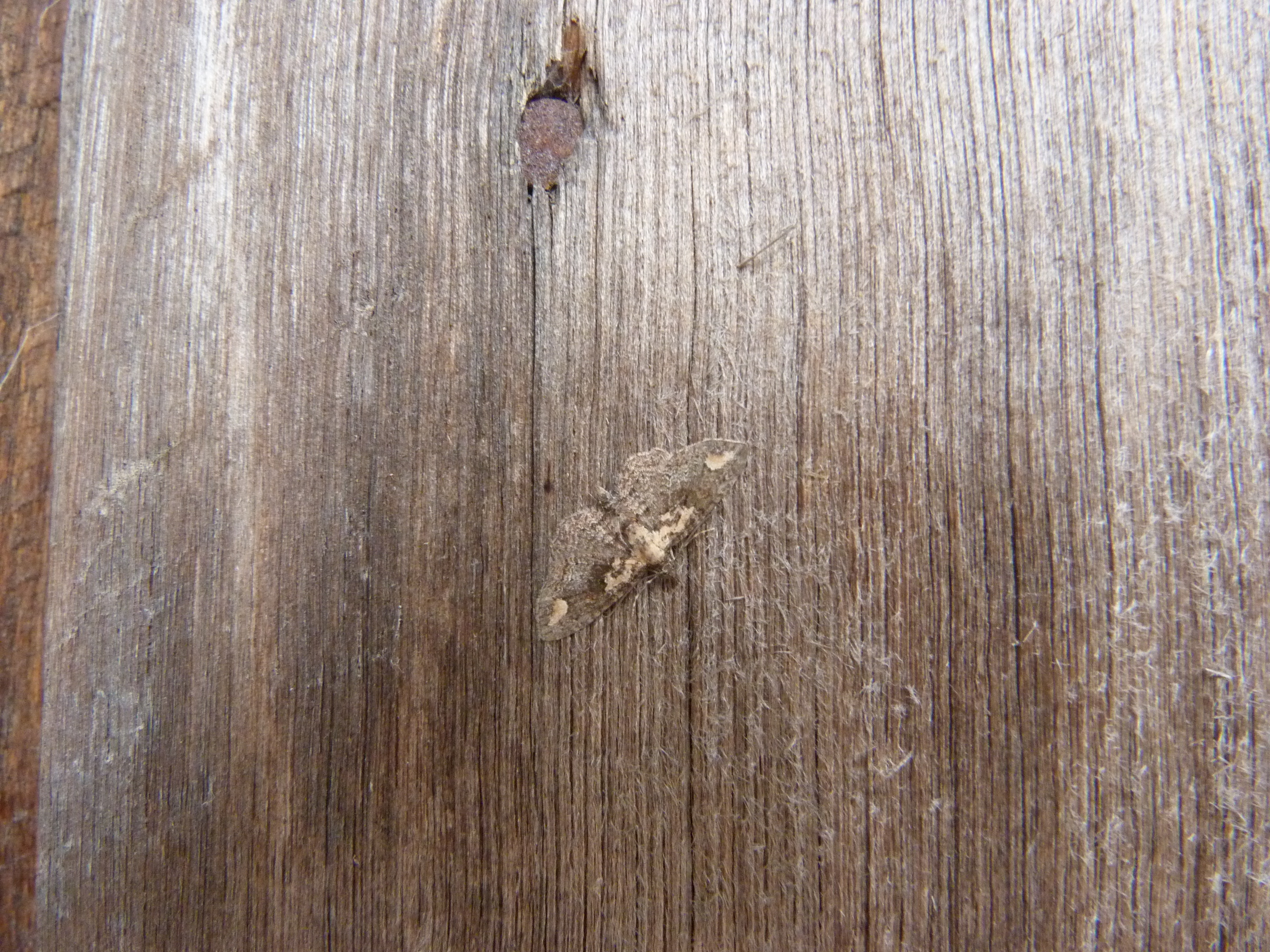